# Lerista praepedita
Lerista praepedita este o specie de șopârle din genul Lerista, familia Scincidae, descrisă de Gray 1839. Conform Catalogue of Life specia Lerista praepedita nu are subspecii cunoscute.